# Альтшулер, Георгий Яковлевич
Георгий Яковлевич Альтшулер (1918—1999) — советский хозяйственный, государственный и политический деятель.

## Биография
Родился в 1918 году в Петрограде. Член КПСС.
С 1940 года — на хозяйственной, общественной и политической работе. В 1940—1996 гг. — конструктор, ведущий конструктор, начальник отдела, заместитель главного конструктора подводной лодки проекта 611 по электрочасти, главный конструктор - начальник отделения по комплексу электрооборудования, заместитель главного конструктора Ленинградского проектно-монтажного бюро «Рубин», в котором занимался конструированием и внедрением электрооборудования для подводных лодок, ведущий, старший инженер, консультант ЦКБ МТ «Рубин».
Лауреат Ленинской премии за проектирование и техническую разработку электрооборудования для подводных лодок 2-го поколения.
Умер в 1999 году.